# Rikuya Ito
Rikuya Ito (né le 10 novembre 1998) est un athlète japonais, spécialiste du 400 m.
Il porte son record personnel à 45 s 79 en septembre 2018. Il est disqualifié en finale du 400 m lors des Championnats d'Asie d'athlétisme 2019, mais remporte le relais 4 x 400 m lors de la dernière épreuve de la compétition.